# Liste der Wappen der Bezirksgemeinschaft Wipptal
Die Liste der Wappen der Bezirksgemeinschaft Wipptal beinhaltet alle in der Wikipedia gelisteten Wappen der Bezirksgemeinschaft Wipptal in Südtirol in Italien. In dieser Liste werden die Wappen mit dem Gemeindelink angezeigt.

## Wappen der Bezirksgemeinschaft Wipptal
Die Wappen der Bezirksgemeinschaft Wipptal

Franzensfeste
Freienfeld
Brenner
Pfitsch
Ratschings
Sterzing